# CoBrA

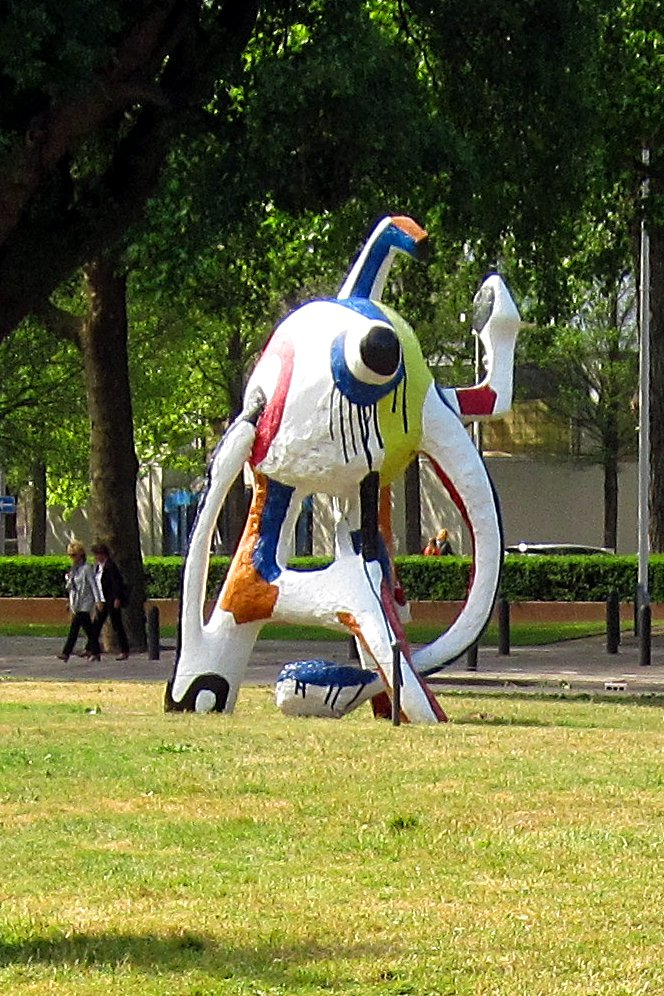
"El elefante" de Karel Appel. 2011.

El Grupo «Cobra» o CoBrA es un movimiento artístico fundado en París en 1948 y disuelto en 1951, debido a las disensiones y rivalidades internas así como por la mala salud de sus miembros Asger Jorn y Christian Dotremont. El nombre es el acrónimo de «Copenhague, Bruselas, Ámsterdam», ciudades de origen de los fundadores del movimiento. El movimiento editó 10 números de su propia revista llamada también CoBrA.
Formaron parte del grupo «Cobra»: Christian Dotremont, Jacques Calonne, Joseph Noiret, Asger Jorn, Else Alfelt, Karel Appel, Mogens Balle, Ejler Bille, Eugène Brands, Hugo Claus, Constant Nieuwenhuys, Corneille, Pierre Alechinsky, Jan Encobráo Lucebert, Pol Bury, Georges Collignon, William Gear, Stephen Gilbert, Svavar Gudnason, Reinhoud d'Haese, Henry Heerup, Egill Jacobsen, Carl-Henning Pedersen, Erik Thommesen, Jacques Doucet y Jean-Michel Atlan. El arquitecto neerlandés Aldo van Eyck fue escenógrafo de las más importantes exposiciones del grupo. El movimiento asimismo incorporó miembros de países como Islandia, Alemania y Francia.
El grupo sirvió como plataforma para el lanzamiento individual de sus miembros. Christian Dotremont, secretario general del movimiento serviría desde la disolución como enlace entre los demás miembros. Sus ideas influyeron en la Internacional Situacionista.
De manera similar a Jean Dubuffet, veían en el arte primitivo de niños y enfermos mentales el ejemplo de arte libre y original frente a las obras clásicas de historia del arte. Otras referencias del grupo son el folclore nórdico, el expresionismo o al automatismo surrealista. Emanados del surrealismo (y por ende muy ligados al movimiento comunista), los miembros de CoBrA rompen con el comunismo por preferir este último el realismo socialista. 
Entre sus características se encuentran inicialmente una reacción contra la rigidez de la abstracción geométrica en boga en la década de los 40. También una preferencia por la espontaneidad y el rechazo de teorías preestablecidas, un primitivismo y una violencia deliberados. Son artistas que cultivan varias disciplinas, como poesía, música o pintura. 